# Romanza (Rendine)
Romanza, una favola romana è un'opera in tre atti su libretto di Egale Cerroni e musica di Sergio Rendine.
La prima esecuzione assoluta è avvenuta il 22 novembre 2002 a Roma, presso il Teatro dell'Opera. Hanno partecipato Ami Stewart, Vittorio Grigolo e l'orchestra e coro del Teatro dell'Opera di Roma diretti da Will Humburg. La partitura è edita da Ricordi.